# Indigofera deccanensis
Indigofera deccanensis är en ärtväxtart som beskrevs av Munivenkatappa Sanjappa. Indigofera deccanensis ingår i släktet indigosläktet, och familjen ärtväxter. Inga underarter finns listade i Catalogue of Life.